# Cascades Female Factory

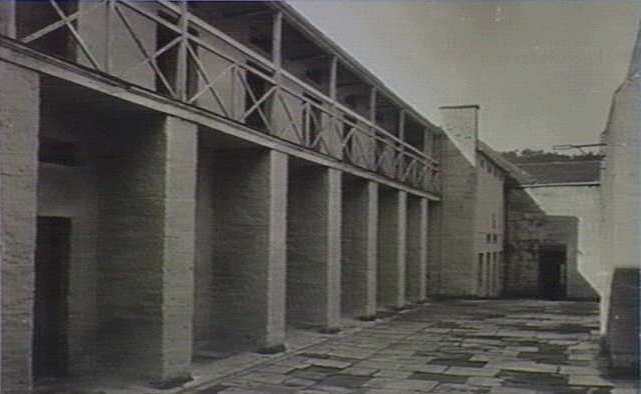
Gebäudeabschnitt der Cascades Female Factory

Die Cascades Female Factory war ein Gefängnis für weibliche Sträflinge aus England und wurde von 1828 bis 1856 in Hobart auf Tasmanien betrieben. Australien war eine der wenigen Gegenden der Welt, in die weibliche Sträflinge entsandt wurden. In der Kolonialzeit wurden insgesamt 134.000 Sträflinge von Großbritannien nach Australien deportiert, darunter 25.000 Frauen. Über die Hälfte der weiblichen Deportierten kam nach Tasmanien, in das damalige Van Diemen’s Land.
Die meisten der weiblichen Sträflinge und ihre Kinder verbrachten zumindest einige Zeit in der Cascades Female Factory, die als ein Ort unmenschlicher Behandlung und großen Leides gilt.
Das Gebäude ist aufgrund seiner historischen und kulturellen Bedeutung als eine von elf Australian Convict Sites seit 2010 in der Australian National Heritage List und in der Liste des UNESCO-Weltkulturerbes eingetragen.

## Frauen als Sträflinge
Im Großbritannien des 19. Jahrhunderts wurden geringste Vergehen, wie beispielsweise ein Brotdiebstahl aus Hunger, mit der Todesstrafe belegt. Später wurde häufig das Strafmaß herabgesetzt und die Verurteilten zur Sträflingsarbeit nach Australien deportiert.
Weibliche Sträflinge wurden zu Beginn der Kolonialisierung noch als bedeutsame Mitglieder der Gesellschaft betrachtet, als spätere Ehefrauen, Mütter und als Dienstpersonal. Frauen wurden in der ersten Zeit auch nicht in gesonderten Gefängnissen untergebracht. Als jedoch die Anzahl der weiblichen Sträflinge anstieg, änderte sich diese Haltung und sie galten nun als unerwünscht und unmoralisch. Dieser Paradigmenwechsel führte dazu, dass Frauengefängnisse zur Disziplinierung und zur gesellschaftlichen Integration weiblicher Sträflinge gebaut wurden. Diese Gefängnisse dienten der Erziehung zur Arbeit und Religion und zur Anpassung. Eine Unterbringung im Gefängnis erfolgte auch dann, wenn die Frauen krank, nicht arbeitsfähig oder aufsässig waren.
Die Vorstellung, weibliche Sträflinge durch Arbeit und Erziehung wieder zu einem respektierten Teil der Gesellschaft machen zu können, war weit verbreitet. Zudem hoffte man auf eine Lösung des Wachstumsproblems der Gesellschaft, denn aufgrund des Frauenmangels betrug das Zahlenverhältnis von Männern zu Frauen in Tasmanien damals 10:1. Erste Reformbemühungen entstanden, wobei der Aufbau eigener Frauengefängnisse mit Frauenpersonal erstmals 1823 von der Reformerin Elizabeth Fry gefordert wurde.
Ab 1838 änderte sich die Behandlung weiblicher Sträflinge: die neuangekommenen Frauen wurden nach ihrer Ankunft sechs Monate lang in die Grundkenntnisse des Schreibens und Lesens unterwiesen und von anderen Sträflingen ferngehalten. Nach diesen sechs Monaten konnten sie als Haushaltshilfen an Siedler abgegeben werden.

## Unterbringung und Lebensverhältnisse

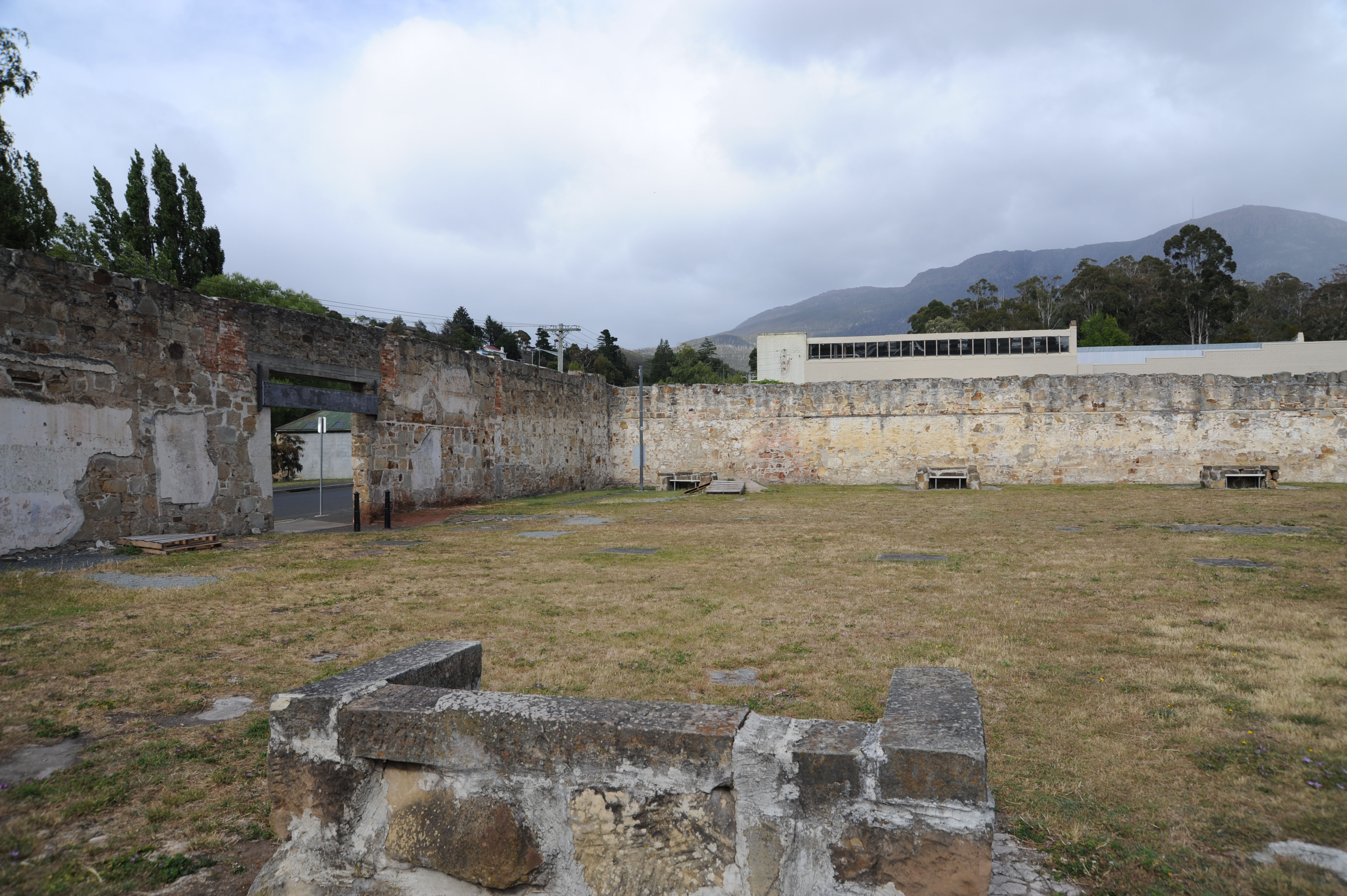
Überreste eines Innenhofes, 2009

Das administrative Zentrum der Cascades Female Factory befand sich im Hof 1, in dem im Jahr 1828 100 Frauen untergebracht waren. Hof 1 war ursprünglich eine Destillerie; das von Mauern umschlossene Gelände war in ein Krankenhaus, ein Krankenpflegeheim, eine Küche, einen Kaufladen, Werkstätten und eine Kapelle unterteilt.
Hof 3, der 1845 gebaut wurde und 112 Einzelzellen enthielt, diente zur Bestrafung durch Isolierung der weiblichen Sträflinge. Die Höfe 1, 2 und 3 enthielten ebenso Einzelzellen. Strafen waren Haareabschneiden, Tragen von eisernen Ketten und harte Arbeit. Frauen und deren Kinder hatten Sträflingskleidung zu tragen.
Im Hof 4, der ab 1850 speziell als Pflegeheim für Sträflings-Mütter gebaut worden war, wurden diese mit ihren Kindern im Alter von drei bis neun Monaten separiert. Nach Ablauf dieser Zeit wurden die Mütter in anderen Gebäuden der Factory untergebracht. Die Todesrate der Babys war durch Frühgeburten und die herrschenden unhygienischen Bedingungen des Gefängnisses hoch. Kinder, die überlebten, wurden im Alter von zwei bis drei Jahren in Schulen nach Hobart geschickt und dort von anderen Frauen aufgezogen.
Die Cascade Female Factory wurde schnell für ihre hohe Krankheits- und Todesrate bekannt, die erheblich über der von Hobart lag, was zu Untersuchungen führte. 1838 waren 208 von 794 Kindern, die dort geboren waren, gestorben.

## Gebäude
Die Gefängnisgebäude befanden sich in Sumpfland, was wegen der Feuchte und Kälte für die Frauen und ihre Kinder erhebliche Gesundheitsprobleme nach sich zog.
Als die Gefangenentransporte nach Tasmanien 1853 endeten, wurde die Cascades Female Factory als Gefängnis verwendet, später als Armenhaus, als Krankenhaus sowie für andere Wohlfahrtszwecke. 1905 wurde das Gelände nebst Gebäuden verkauft und der Eigentümer baute die Gebäude zurück. Die Einfriedungsmauer, die die Höfe 1, 3 und 4 und Personalgebäude im Hof 4 umschloss, blieb erhalten.